# Lānaʻi
Lānaʻi – wyspa należąca do Hawajów. Jest szóstą co do wielkości hawajską wyspą. Znana również jako Wyspa Ananasów, ze względu na dużą liczbę ich plantacji w przeszłości.
Powierzchnia Lanaʻi wynosi 364 km², a żyje na niej około 3000 osób.
W 2012 roku 98% powierzchni wyspy zakupił Larry Ellison – Prezes Oracle Corporation.